# 1770
Évszázadok: 17. század – 18. század – 19. század
Évtizedek: 1720-as évek – 1730-as évek – 1740-es évek – 1750-es évek – 1760-as évek – 1770-es évek – 1780-as évek – 1790-es évek – 1800-as évek – 1810-es évek – 1820-as évek
Évek: 1765 – 1766 – 1767 – 1768 –  1769 – 1770 – 1771 – 1772 – 1773 – 1774 – 1775

## Események
- március 5. – Bostonban a brit katonák a tömegbe lőnek.[1]
- március 26. – Cook kapitány befejezi Új-Zéland körülhajózását.[2]
- május 7. - A tizennégy éves Habsburg Mária Antóniát átadják a francia udvarnak.[3]
- május 16. - Habsburg Mária Antónia főhercegnő feleségül megy Bourbon Lajos Ágost francia trónörököshöz.[4]
- július 1. – A Lexell-üstökös(wd) (D/1770 L1) 0,015 AU távolságra halad el a Föld mellett.[5]
- július 6–7. – A  çeşmei tengeri csatában(wd) az orosz balti flotta legyőzi a török hajóhadat.[6]
- július 28. – Mária Terézia aláírja a diósgyőri vasgyár alapítólevelét; ezzel megindul a diósgyőri vaskohászat.[7]
- augusztus 22. – James Cook brit felségterületnek nyilvánítja Ausztrália általa feltérképezett keleti partvidékét.[8]

## Születések
- január 26. – Ifjabb Dorfmeister István, osztrák nemzetiségű magyar festőművész († 1807)
- január 30. – Köteles Sámuel, erdélyi filozófus, az MTA tagja, a magyar filozófiai szaknyelv egyik megteremtője († 1831)
- február 16. – Elekes János, piarista rendi pap, tanár, költő († 1816)
- március 2. – Louis Gabriel Suchet, Albufera hercege, francia marsall († 1826)
- március 8. – Pápay Sámuel, író, nyelvész, tanár, ügyvéd, az első magyar nyelvű rendszeres irodalomtörténet szerzője († 1827)
- március 16. – Karacs Ferenc, térképkészítő, rézmetsző († 1838)
- április 7. – William Wordsworth, angol romantikus költő († 1850)
- április 8. – Simonyi József, ismertebb nevén Simonyi óbester, legendás hírű huszártiszt, kortársai „a legvitézebb huszár” kitüntető címmel illették († 1832)
- május 3. – Balassovitz Márton, evangélikus prédikátor († ?)
- május 4. – François Gérard, francia festő († 1837)
- május 10. – Louis Nicolas Davout, Franciaország marsallja a napóleoni háborúkban († 1823)
- augusztus 3. – III. Frigyes Vilmos, porosz király, brandenburgi választófejedelem († 1840)
- augusztus 14. – Mariano Matamoros, mexikói függetlenségi harcos († 1814)
- augusztus 27. – Georg Wilhelm Friedrich Hegel, német filozófus († 1831)
- október 17. – Engel János Keresztély, történetíró, erdélyi udvari kancelláriai fogalmazó († 1814)
- november 19. – Bertel Thorvaldsen, izlandi származású dán szobrász († 1844)
- valószínűleg december 16. – Ludwig van Beethoven, német zeneszerző († 1827)

## Halálozások
- február 8. – Thomas Tartler, erdélyi evangélikus lelkész (* 1700)
- február 14. – Földváry Ferenc, költő (* 1700)
- február 26. – Giuseppe Tartini, olasz barokk zeneszerző, hegedűművész és hegedűtanár (* 1692)
- március 23. – ifjabb Martin van Meytens, flamand származású svéd portréfestő, aki főleg Bécsben alkotott (* 1695)
- április 25. – Jean-Antoine Nollet, francia fizikus, a Royal Society tagja, abbé (* 1700)
- május 30. – François Boucher, francia rokokó festő (* 1703)
- szeptember 30. – George Whitefield, anglikán vándorló prédikátor (* 1714)
- november 13. – George Grenville, brit miniszterelnök, whig párti politikus (* 1712)